# ヴァノ・ストゥルア
イヴァン・“ヴァノ”・フョードロヴィチ・ストゥルア（ロシア語: Иван (Вано) Фёдорович Стуруа、1870年12月30日〈または12月28日〉 - 1931年4月13日）、民族名イヴァネ・“ヴァノ”・テヴドレス・ゼ・ストゥルア（グルジア語: ივანე (ვანო) თევდორეს ძე სტურუა）は、グルジア人のボリシェヴィキ。

## 生涯
1870年12月30日（ユリウス暦18日）、あるいは12月28日、ロシア帝国クタイス県クラシの農家に生まれた。地元の学校を優秀な成績で卒業し、1889年から1900年までチフリス鉄道で工員として働いた。1896年からロシア社会民主労働党の党員となり、1898年に「メサメ・ダシ」に加盟。チフリスでは社会民主労働党委員会メンバーとして社会民主主義組織の結成やストライキ、マヨフカ (ru) の主導などを行い、1900年から党バクー委メンバーとなった。同年にはグルジア人識字向上協会正会員ともなった。
1901年にはバクーのチフリス党組織検挙に伴い懲役6か月の判決を受けてメテヒ刑務所に収監されたが、その後密かな監視付きで釈放された。翌1902年にバクーへ戻りアレクサンドル・マンタシェフの製油所で勤務。同年から1905年までバクーで、1906年にサンクトペテルブルクで、1907年にヴィボルグで党中央委の地下出版部門で働いてウラジーミル・レーニンの知遇を得た。同年にグルジアへ戻ったが、故郷タヴィスで逮捕され、クタイス刑務所からヴャトカ県に流刑。ほどなく脱走して再びサンクトペテルブルクとバクーで活動したが、再逮捕された。1909年に釈放され、同年に鉄道労働者の娘と結婚したが、翌1910年にまたも逮捕されシベリアへ流された。1912年に脱走してバクーで活動し、1916年にはグルジア人識字向上協会サムトレディア支部メンバーともなった。
二月革命の間は故郷でクラシ教区ソビエト議長となり、十月革命後はサムトレディアでボリシェヴィキの活動を主導した。1918年から1919年まで党クタイス郡 (ru) 委、クタイス県委および南西カフカース委メンバーを務め、1920年5月から1921年までグルジア共産党中央委幹部会メンバーにもなった。地下活動中の1919年と1921年にはグルジア民主共和国のメンシェヴィキ政権によって2度逮捕されたが、1921年2月のグルジア社会主義ソビエト共和国成立に際してはサムトレディア革命委議長に選出され、クタイス執行委経済部部長も務めた。翌1922年から1924年まではグルジア共和国農業人民委員、1922年10月から1923年1月までは全グルジア中央執行委議長を務めた。その他1922年から1931年まではザカフカース連邦共和国とソビエト連邦の中執委メンバーも務め、1923年3月から連邦共産党ザカフカース地方統制委党部門書記を、1924年5月31日から連邦共産党中央統制委 (ru) メンバー（第13回 (ru) から第16回党大会まで）を、1931年4月13日にトビリシで死去するまで務めた。
ストゥルアの名はサムトレディアの高校に残されている。

## 親族
グルジア共和国最高会議幹部会議長などを務めたゲオルギーは弟。ゲオルギーの息子デヴィはグルジア共産党中央委書記などを務め、デヴィの息子ギオルギもグルジア共産党中央委メンバーやグルジア共和国外務省、運輸・通信省職員などを務めている。ヴァノの息子ロベルト (ru) は画家となり、その息子の小ロベルトは数々の賞を受賞した劇場監督となっている。